# Rothia cruenta
Rothia cruenta is een vlinder uit de familie uilen (Noctuidae). De wetenschappelijke naam van deze soort is voor het eerst geldig gepubliceerd in 1913 door Jordan.
De soort komt voor in tropisch Afrika.